# پرآرایی

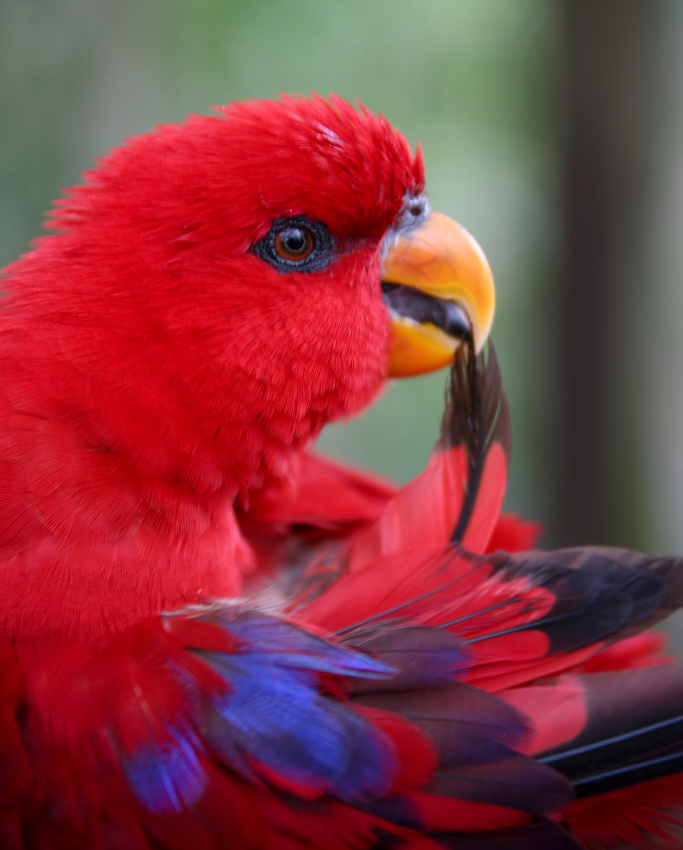
هنگام پرآرایی، پرنده‌ای (مانند این شهدطوطی سرخ) پرهای منفرد را از طریق نوک خود می‌کشد و ریشک‌ها را دوباره مرتب می‌کند و درهم قفل می‌شود.

پرآرایی (به انگلیسی: Preening) یک رفتار نگهداری است که در پرندگان یافت می‌شود و شامل استفاده از نوک برای قرار دادن پرها، ریشک پرها از هم جدا شده، پرها تمیز و انگل‌های خارجی کنترل می‌شود. پرها به‌طور قابل توجهی به عایق بودن، ضدآب بودن و پرواز آیرودینامیک پرنده کمک می‌کنند و بنابراین برای بقای آن حیاتی هستند. به همین دلیل، پرندگان هر روز زمان قابل توجهی را صرف نگهداری از پرهای خود می‌کنند، در درجه نخست از طریق پرآرایی. چندین عمل رفتار پرآرایی را تشکیل می‌دهند. پرندگان پف می‌کنند و پرهای خود را تکان می‌دهند، که به «زیپ شدن دوباره» ریشه‌های پر که از قلاب باز شده‌اند کمک می‌کند. آنها با استفاده از نوک خود، روغن پرآرایی را از غده‌ای در پایه دم خود جمع‌آوری می‌کنند و این روغن را به پرهای خود پخش می‌کنند. آنها هر شاهپر را از طریق نوک خود می‌کشند و آن را از پایه تا نوک می‌چینند.
بلع آلاینده‌ها یا جانداران بیماری‌زا در دوران بارداری می‌تواند سبب مشکلاتی از آسیب کبد و کلیه تا ذات‌الریه و انتقال بیماری شود. زخم و عفونت می‌تواند سبب شکنجه زیاد در پرندگان قفسی شود، همان‌طور که یک پرنده با جفت قفس غالب یا تهاجمی محدود می‌شود.

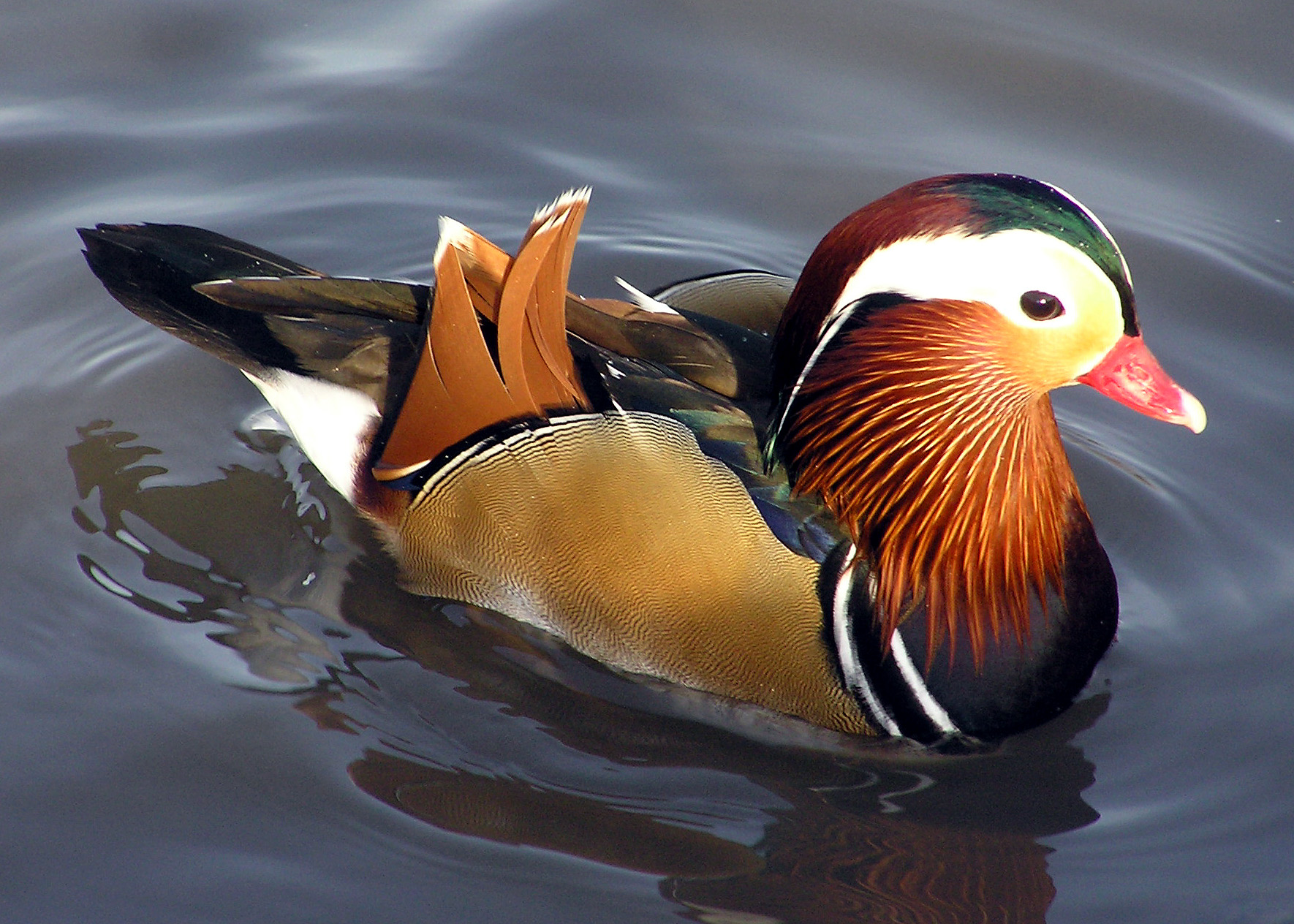
در طول نمایش جفت‌یابی، اردک‌های ماندارین نر به‌طور تشریفاتی پرهای نارنجی «بادبان‌مانند» متمایز خود را پرآرایی می‌کنند.

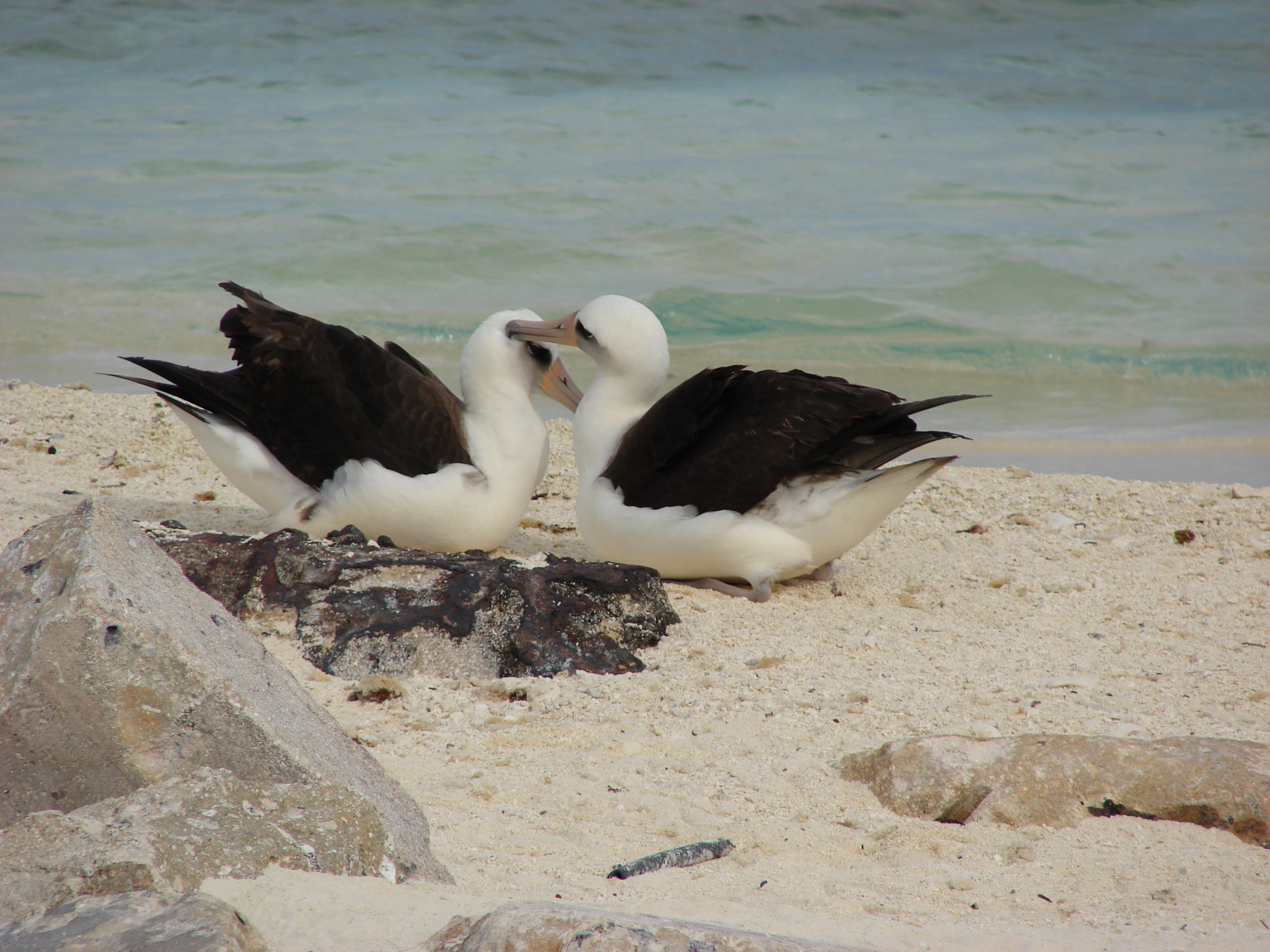
دگرپرآرایی (Allopreening) ممکن است به تقویت پیوند جفتی در گونه‌هایی مانند آلباتروس لیسان کمک کند.